# Insekt (album)
Insekt is het vierde album van de Zweedse band Carptree. 
Na hun vorige album waarop de heren al niet meer het zonnetje in huis waren, is dit album verreweg het zwaarste in de reeks. Het begint naast de progressieve rock op de muziek van The Cure te lijken. Citaat:
It doesn’t matter what you say;

Life will leave you anyway;

It doesn’t matter what you do;

Spring will bring back everything;

Without you, without you, without you.

## Musici
- Carl Westholm – toesten;
- Niclas Flinck – zang,
begeleid door het No Future Orchestra:
- Ulf Edelönn – gitaar, basgitaar;
- Stefan Fandén – basgitaar, gitaar;
- Jejo Perkovic – drums;
- Cia Backman, Öivin Tronstad – achtergrondzang;
- Jonas Wandefeld – percussie.

Dat de heren Westhol en Flinck over grenzen heen kijken, blijkt uit het feit dat op twee tracks het Trollhättan Kamer Koor meezingt. In The Secret zorgt dat voor een spookachtige sfeer.

## Composities
Alle composities zijn van Westholm en Flinck:
1. Taxonomic days
2. Mashed potato mountain man
3. The secret
4. Pressure
5. Sliding down a slippery slope
6. My index finger
7. Slow corrosion of character
8. Evening sadness
9. Where your thoughts move with ease
10. Big surprise
11. Stressless